# Джузеппе Мастролео
Джузеппе Мастролео (італ. Giuseppe Mastroleo; 1676, Неаполь — 1744, Неаполь) — італійський художник.

## Біографія
Джузеппе Мастролео був учнем Паоло де Маттеїса. Він написав Святого Еразма для церкви Санта Марія ла Нуова у Неаполі. Він також писав картини для Нунціателли з Піццофальконе. Одним із його учнів був Хосе Лузан із Сарагоси.